# مجموعه حوادث ناگوار (مجموعه تلویزیونی)
مجموعه حوادث ناگوار (lemonysnicket) یک مجموعه تلویزیونی درام کمدی سیاه آمریکایی است که توسط نت‌فلیکس پخش شده‌است. این مجموعه تلویزیونی برگرفته از  مجموعه کتاب‌هایی به همین نوشته لمونی اسنیکت (نام مستعار نویسنده آمریکایی دنیل هندلر) است که در ۱۳ جلد منتشر شده‌است.
همانند مجموعه کتاب‌ها، مجموعه حوادث ناگوار ماجراهای ناگوار سه کودک به نام های ویولت، کلاوس و سانی را دنبال می‌کند که در پی مرگ والدینشان و ویران شدن خانه‌شان است. در حالی که بچه‌ها بین خانه‌های پرورش‌دهی مختلف سرگردان می‌شوند، توسط کنت اولاف تعقیب می‌شوند، کسی که می‌خواهد قبل از اینکه ویولت به سن بلوغ برسد، کنترل میراث عظیم بودلرها را به دست آورد. در طول راه، بودلرها ارتباط والدین خود را با یک جامعه مخفی گریزان کشف می‌کنند.
فصل اول که در ۱۳ ژانویه ۲۰۱۷ پخش شد، شامل هشت قسمت است و اقتباس از چهار کتاب اول این مجموعه است. فصل دوم در مارس ۲۰۱۷ سفارش داده شد و در ۳۰ مارس ۲۰۱۸ منتشر شد که شامل ده قسمت و اقتباس از کتاب های پنجم تا نهم است. فصل سوم و آخر که در آوریل ۲۰۱۷ اعلام شد و در ۱ ژانویه ۲۰۱۹ منتشر شد، شامل هفت قسمت است و چهار کتاب باقی مانده را اقتباس می‌کند.
این سریال در طول مدت اجرای خود مورد تحسین منتقدان قرار گرفت، با تمجید از ارزش های تولید، نویسندگی، وفاداری به کتاب‌ها و بازیگری، به ویژه هریس در نقش کنت اولاف.

## داستان
این سریال مربوط به سه بچه به نام های ویولت، کلاوس و سانی بودلر است که روزی برای تفریح به ساحل برینی بیچ می‌روند و در همانجا خبر مرگ پدر و مادرشان را دریافت می‌کنند. سپس آقای پو که مسئول مدیریت مالی ثروت آنها در بانک است، بچه‌ها را به پیش قیم جدیدشان به نام کنت الاف می‌برد. اما چیزی نمی‌گذرد که بچه‌ها متوجه می‌شوند تنها دلیل کنت الاف برای قبول به سرپرستی گرفتن آنها تنها به دست آرودن ثروت بسیار زیاد مادر و پدر بودلرها است. کنت الاف برای به دست آوردن ثروتشان ویولت را که تنها چهارده سال دارد مجبور می‌کند با او ازدواج کند و...

## بازيگران و شخصیت‌ها
- نیل پاتریک هریس در نقش کنت الاف
- پاتریک واربرتون در نقش لمونی اسنیکت
- مالینا وایسمن در نقش ویولت بودلر
- لوییز هینس در نقش کلاوس بودلر
- پریسلی اسمیت در نقش سانی بودلر
- تاد فریمن در نقش آقای پو
- لوسی پانچ در نقش ازمی اسکوالر
- عثمان علی در نقش قلاب دست
- متی کاردارپل در نقش آدم بی جنسیت
- ژاکلین و جویس رابینز در نقش زنان سفید چهره
- جان دی‌سنتیس در نقش مرد طاس

## بازخورد

#### فصل اول
فصل اول سریال مجموعه حوادث ناگوار مورد تحسین منتقدان قرار گرفت. گردآورنده نقد و بررسی راتن تومیتوز بر اساس ۶۹ بررسی، با میانگین امتیاز
۸.۰۶/۱۰، امتیاز تأیید ۹۴٪ را به فصل می‌دهد. اجماع انتقادی این سایت می‌گوید: «مجموعه حوادث ناگوار، به طرز لذت‌بخشی تاریک، با روایت و لحن متن منبع مطابقت دارد و بینندگان را با یک کمدی گوتیک و عجیب و غریب، خشک و شگفت‌انگیز مواجه می‌کند». در متاکریتیک، این فصل بر اساس ۲۴ منتقد، امتیاز ۸۱ از ۱۰۰ را دارد که نشان دهنده «تحسین جهانی» است.
اریک آدامز از ای. وی. کلاب به فصل B اعطا کرد و آن را به دلیل برخورد با "موضوعات بالغی مانند غم و اندوه، از دست دادن و ناامیدی با صداقت تلخ" تحسین کرد. آدامز این برنامه را به طور مثبت با سریال آدام وست بتمن مقایسه کرد و آن را "چیزهای کودکانه با پیچیدگی بزرگسالان، برگرفته از داستان های دو قسمتی، تصاویری ظالمانه، و مناظر جویدن ستاره های مهمان بزرگ" نامید. بن تراورز از ایندی‌وایر به این سریال نمره A داد و گفت که "به همان اندازه الهام بخش و دوست داشتنی است که ادعا می‌کند مایوس کننده و دلخراش است". برایان لوری، از سی‌ان‌ان، مجریان برنامه را به خاطر القای برنامه با حسی تازه و لیمویی تحسین کرد". لوری نوشت که "نمایش به خوبی نشان می‌دهد که سرگرم کننده است" و "هریس با ذوق قابل توجهی به شخصیت فوق العاده خود شیرجه می‌زند."او همچنین استدلال کرد که این سری نسبت به فیلم ۲۰۰۴ بهبود یافته است.
چندین منتقد این مجموعه تلویزیونی را به عنوان اقتباسی بهتر از کتاب‌ها نسبت به فیلم بلند سال ۲۰۰۴ که جیم کری نقش کنت اولاف بازی کرد، تحسین کردند. کلی لاولر از یواس‌ای تودی احساس کرد که قالب تلویزیونی به داستان ها فضای بیشتری برای توسعه می‌دهد، اضافه شدن واربرتون، به عنوان اسنیکت دیوار چهارم به انتقال برخی از طنز بازی کلمات استفاده شده در کتاب‌ها کمک کرد، و تصویر هریس از اولاف بسیار بیشتر بود. پویا، و ترسناک‌تر از نسخه کری بود. حییم گارتنبورگ از ورج گفت که نمایش کتاب‌ها را بسیار صادقانه‌تر از فیلم دنبال می‌کند، و "لحنی را که داستان‌ها را بسیار خاص کرده بود، کاهش می‌دهد". رابرت لوید، نویسنده لس آنجلس تایمز، احساس کرد که پیشینه سوننفلد و ولش آنها را به "افراد مناسب برای این شغل تبدیل کرده است، در محیطی قرار می‌گیرد که به سختی می توان آن را در زمان اصلاح کرد، جز اینکه بگوییم اکنون نیست". کتاب در مقایسه با فیلم بلند.
از سوی دیگر، نیک آلن از راجرابرت.کام نقدی منفی به این سریال داد و آن را "یک تقلید خنده دار غم‌انگیز" خواند که "هیچ وقت آنقدر که می خواهد هوشمندانه نیست" و فقط برای طرفداران این کتاب‌ها جذاب است. کارولاین فرامکه از واکس مدیا سریال را به خاطر جلوه‌های بصری منحصر به‌فرد و عجیب آن تحسین کرد، اما لحن، سرعت و اجراهای نمایش را تصادفی دانست و نمایش را «به معنای واقعی کلمه، مجموعه‌ای از رویدادهای ناگوار» در نظر گرفت.

## گلو
1. ↑  Wollaston, Sam (January 13, 2017). "Lemony Snicket's A Series of Unfortunate Events review – fabulous steampunk fun" – via The Guardian.
2. 1 2  "A Series of Unfortunate Events': Barry Sonnenfeld Was Booted Off the Movie, and Now He's Saved the Franchise". IndieWire.com. January 12, 2017. Retrieved January 12, 2017.
3. ↑  Wollaston, Sam (January 13, 2017). "Lemony Snicket's A Series of Unfortunate Events review – fabulous steampunk fun". The Guardian. Archived from the original on January 17, 2017. Retrieved January 16, 2017.
4. ↑  Saraiya, Sonia (January 6, 2017). "TV Review: Lemony Snicket's 'A Series of Unfortunate Events' on Netflix". Archived from the original on July 12, 2018. Retrieved December 11, 2017.
5. ↑  "A Series of Unfortunate Events: Season 1 (2017)". Rotten Tomatoes. Retrieved February 16, 2019.
6. ↑  "A Series of Unfortunate Events: Season 1". Metacritic.com. Retrieved February 1, 2017.
7. ↑  Adams, Erik (January 5, 2017). "Orphaned at the cinema, A Series Of Unfortunate Events gets its due on Netflix". The A.V. Club. Archived from the original on January 7, 2017. Retrieved January 10, 2017.
8. ↑  Lowry, Brian (January 10, 2017). "'Lemony Snicket' books find fresh new life as Netflix series". CNN. Archived from the original on January 11, 2017. Retrieved January 11, 2017.
9. ↑  Lawler, Kelly (January 13, 2017). "How Netflix's 'Series of Unfortunate Events' outshines the 2004 film". USA Today. Archived from the original on March 6, 2020. Retrieved January 13, 2017.
10. ↑  Gartenburg, Chaim (January 10, 2017). "Netflix's A Series of Unfortunate Events gets right what the movie got wrong". The Verge. Archived from the original on January 15, 2017. Retrieved January 14, 2017.
11. ↑  Lloyd, Robert (January 12, 2017). "Fortunately, this 'Lemony Snicket's A Series of Unfortunate Events' is a series worth watching". Los Angeles Times. Archived from the original on January 12, 2017. Retrieved January 12, 2017.
12. ↑  Allen, Nick (January 10, 2017). "Netflix's "A Series Of Unfortunate Events" an unfunny parody of sadness". RogerEbert.com. Archived from the original on January 13, 2017. Retrieved January 15, 2017.
13. ↑  Framke, Caroline (January 14, 2017). "Netflix's take on Lemony Snicket's A Series of Unfortunate Events embraces weirdness, and not much else". Vox. Archived from the original on February 2, 2017. Retrieved January 30, 2017.

- مشارکت‌کنندگان ویکی‌پدیا. «A Series of Unfortunate Events (TV series)». در دانشنامهٔ ویکی‌پدیای انگلیسی، بازبینی‌شده در ۲۰ آوریل ۲۰۱۸.